# Rank vejsennep
Rank vejsennep (Sisymbrium officinale) er en enårig, 30-60 cm høj, tæt håret plante i korsblomst-familien. Arten er hjemmehørende i Europa, Nordafrika og Vestasien, men er nu spredt som ukrudtsplante mange andre steder i verden. Rank vejsennep har stift udstående sidegrene. De gule blomster er 4-6 mm. Skulperne er 10-16 mm lange, bredest forneden og tiltrykt stænglen.
I Danmark er rank vejsennep almindelig ved vejkanter og bebyggelse. Den blomstrer i juni til september.